# Национальная центральная библиотека Тайваня

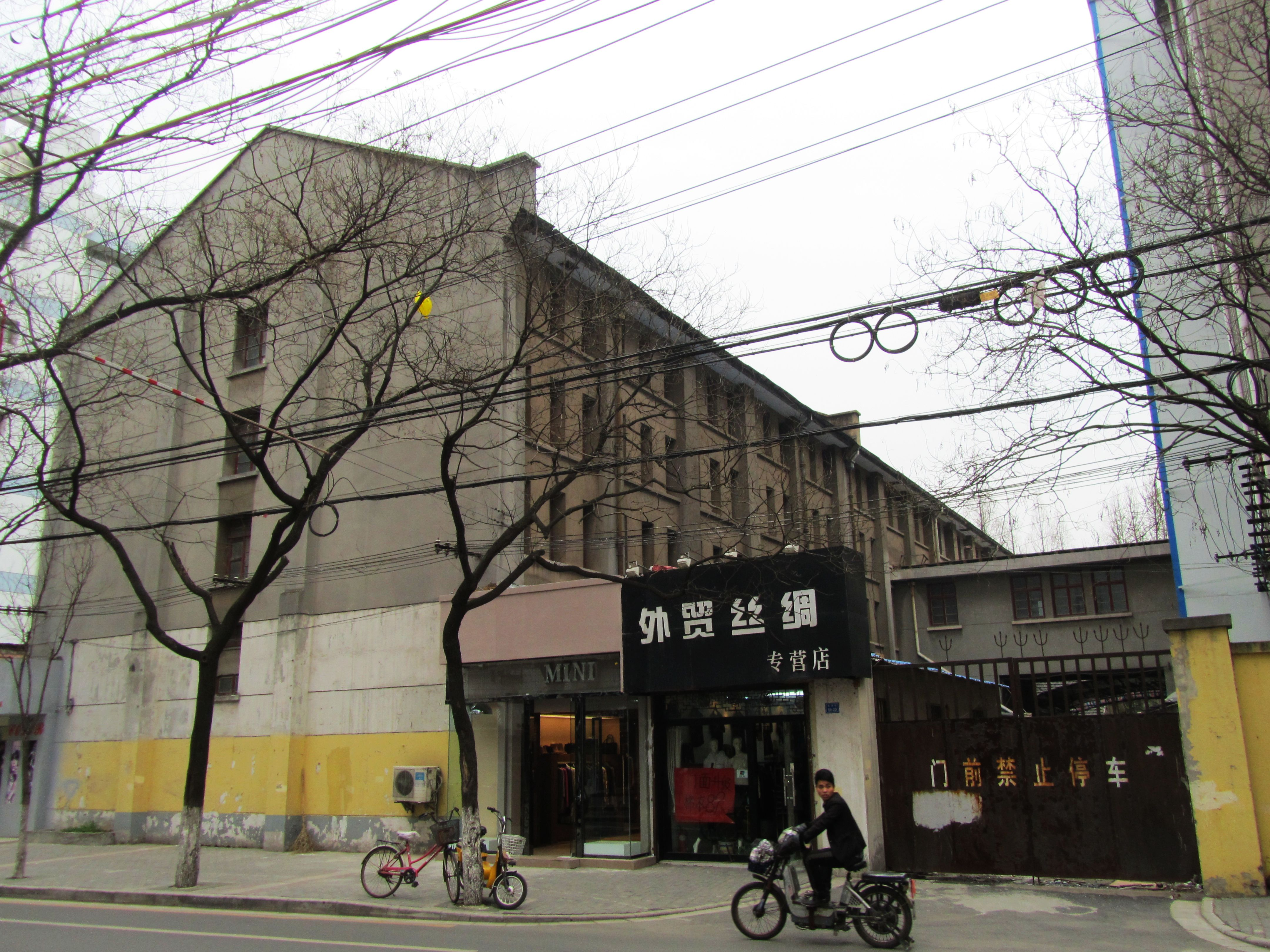
Бывшая Национальная центральная библиотека в Нанкине.

Национальная центральная библиотека Тайваня (NCL ; Chinese) — национальная библиотека Тайваня, расположенная по адресу: No. 20, Zhongshan S. Rd., Zhongzheng District, Taipei City 10001, Тайвань. Вскоре у него будет филиал под названием Южный филиал Национальной центральной библиотеки и Национальной библиотеки-хранилища.

## Миссия
Национальная центральная библиотека — единственная национальная библиотека Тайваня. Его миссия — приобретать, каталогизировать и сохранять национальные публикации для правительственных, исследовательских и общественных нужд. Коллекция редких книг — одна из ведущих коллекций китайских старинных книг и рукописей в мире. Библиотека также помогает исследованиям, спонсирует образовательную деятельность, способствует развитию библиотечного дела, осуществляет международный обмен и укрепляет сотрудничество между отечественными и зарубежными библиотеками. Библиотека также поддерживает китаеведческие исследования через аффилированный Центр китайских исследований (CCS). Как исследовательская библиотека, NCL поощряет сотрудников проводить исследования в специализированных областях. NCL также сотрудничает с издателями и другими библиотеками, чтобы развить свою роль в качестве ведущего центра знаний, информационных ресурсов и услуг на Тайване.

## Организация
После внесения изменений в закон 31 января 1996 года национальная библиотека была административно реорганизована в следующие департаменты:
- Канцелярия Генерального директора,
- Отдел закупок,
- Отдел каталогизации,
- Отдел обслуживания читателей
- Отдел справочных услуг
- Отдел специального сбора
- Отдел информации
- Дирекция
- Исследовательский отдел
- Центр ISBN
- Библиографический информационный центр
- Исследовательский центр китаеведения
- Отдел международного обмена публикациями
- Отдел общих дел
- Бухгалтерия
- Отдел кадров
- Отдел этики государственной службы

## Хронология истории
- 1933: Основана в Нанкине, первый директор Чан Фу-Цзун (蔣 復 璁)
- 1938: переехала в Чунцин.
- 1940—1941: «Общество сохранения редких книг» приобрела 130 000 редких книг и рукописей для библиотеки.
- 1949: Переезд в Тайбэй, оставшаяся часть коллекции в Нанкине позже была переименована в Нанкинскую библиотеку.
- 1954: Открытие для публики в Академии Наньхай.
- 1981: начало спонсирования Ресурсно-информационного центра китайских исследований.
- 1987: Ресурсно-информационный центр китаеведения переименован в Центр китаеведения.
- 1988: Открытие Информационно-вычислительной библиотеки
- 1996: обнародован статут Национальной центральной библиотеки.
- 1998 год: создание Отдела справочной службы, Отдел исследований, Отдел руководства, Информационный отдел.
- 2003: 70-летие библиотеки

## Партнёрское учреждение

### Малайзия
- Университет Тунку Абдул Рахман

## Галерея

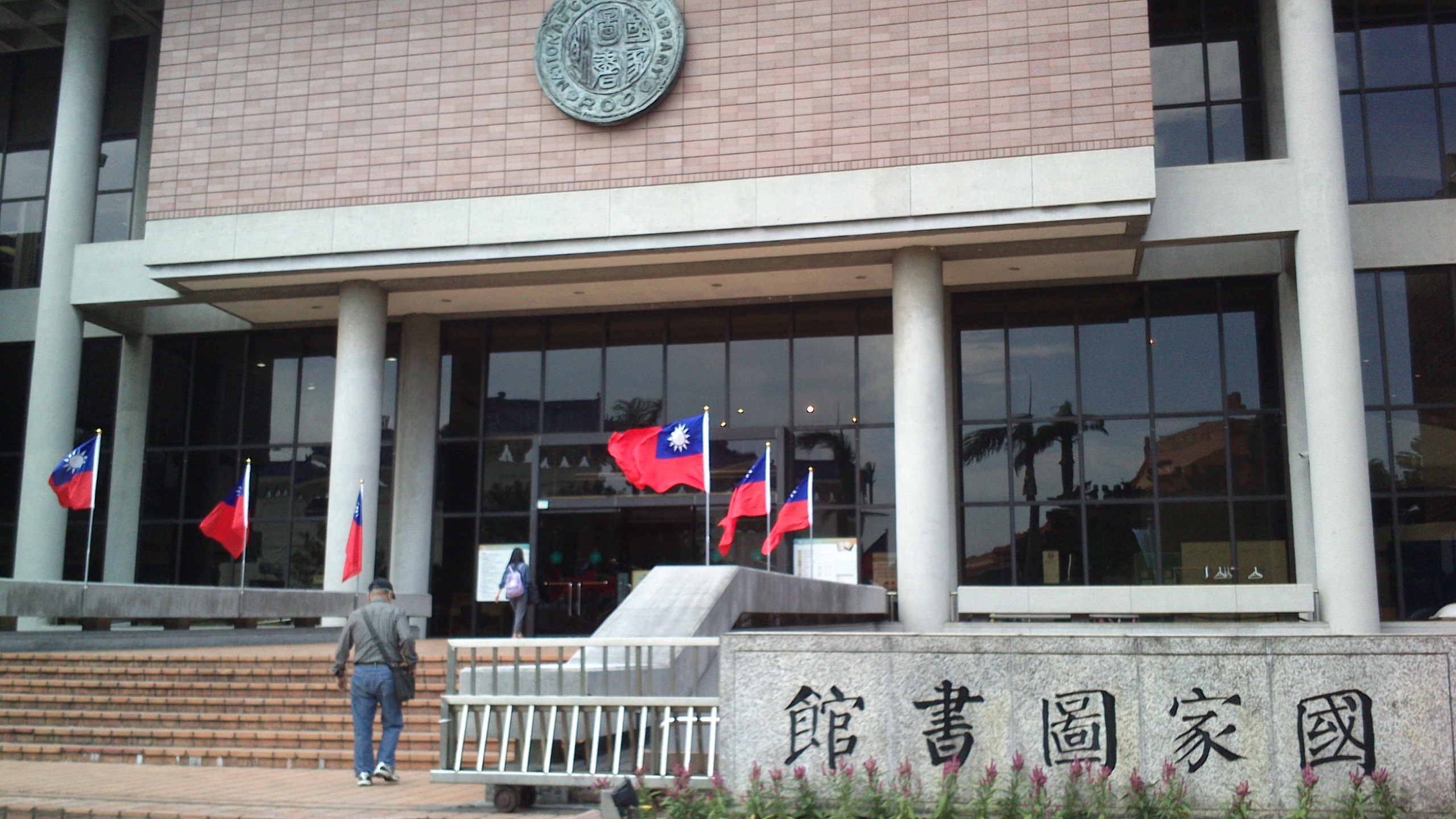
Ворота библиотеки,
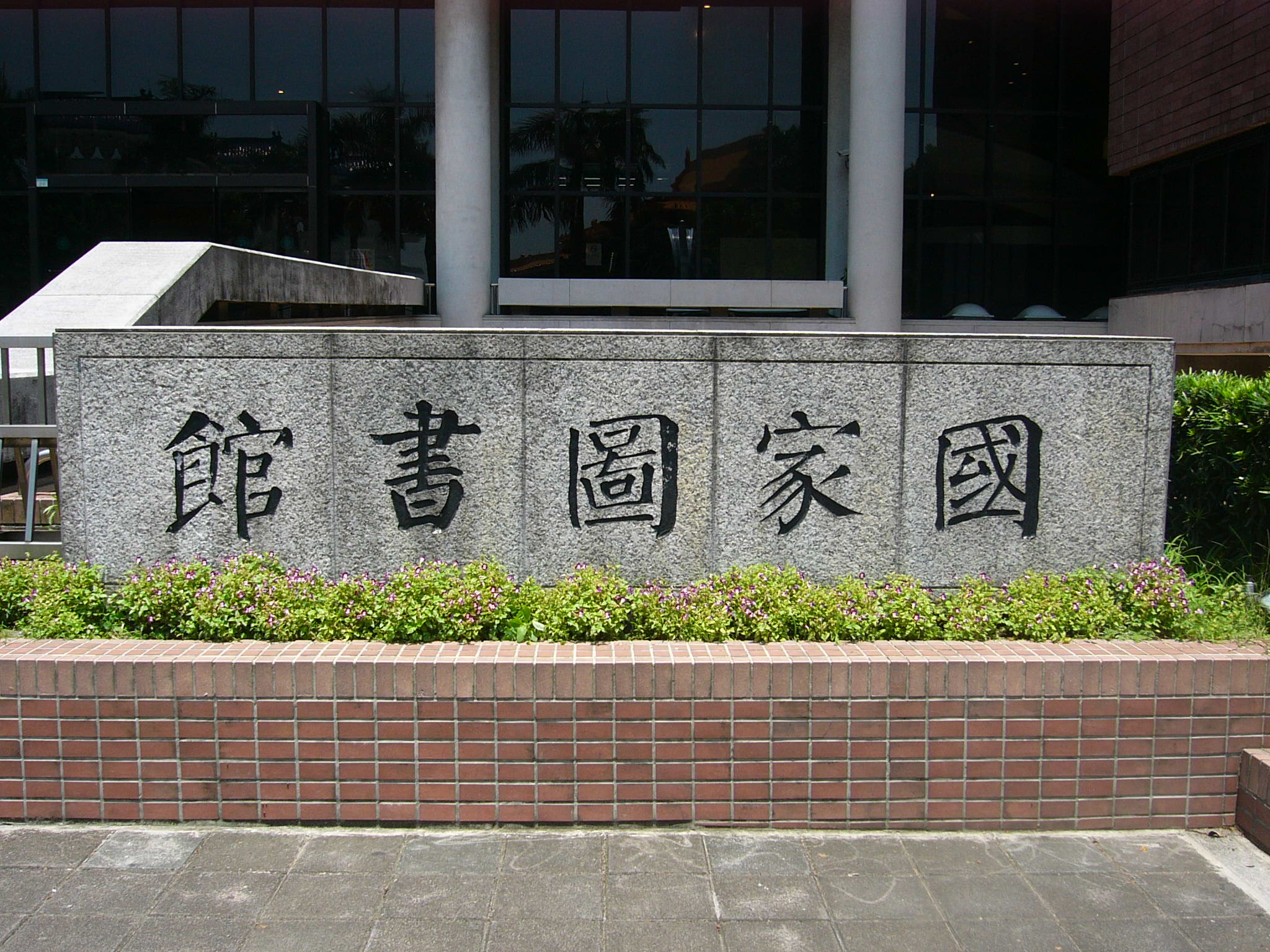
Китайский логотип Национальной центральной библиотеки перед ее штаб-квартирой
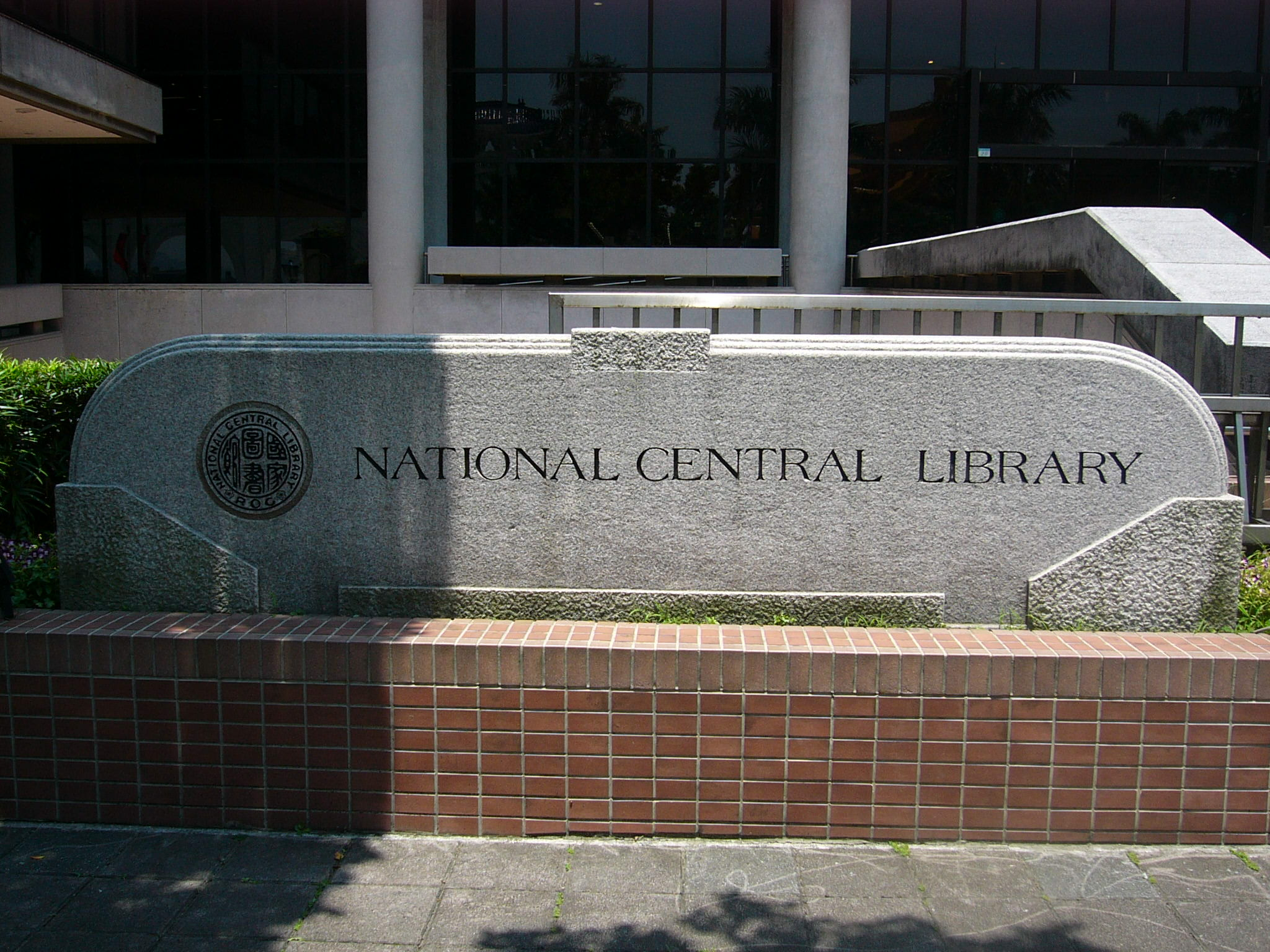
Английский логотип Национальной центральной библиотеки перед ее штаб-квартирой
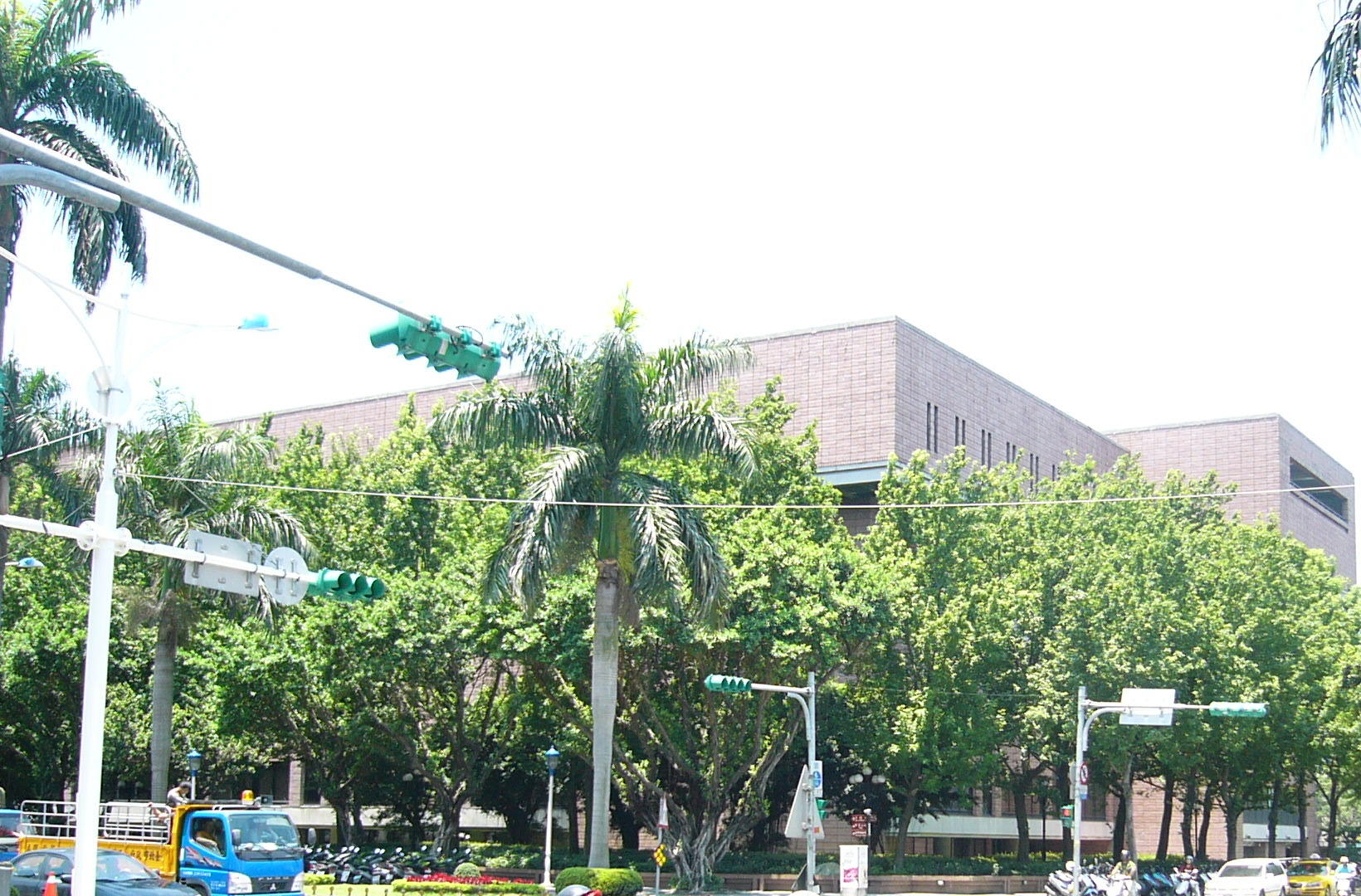
Правая сторона штаб-квартиры Национальной центральной библиотеки
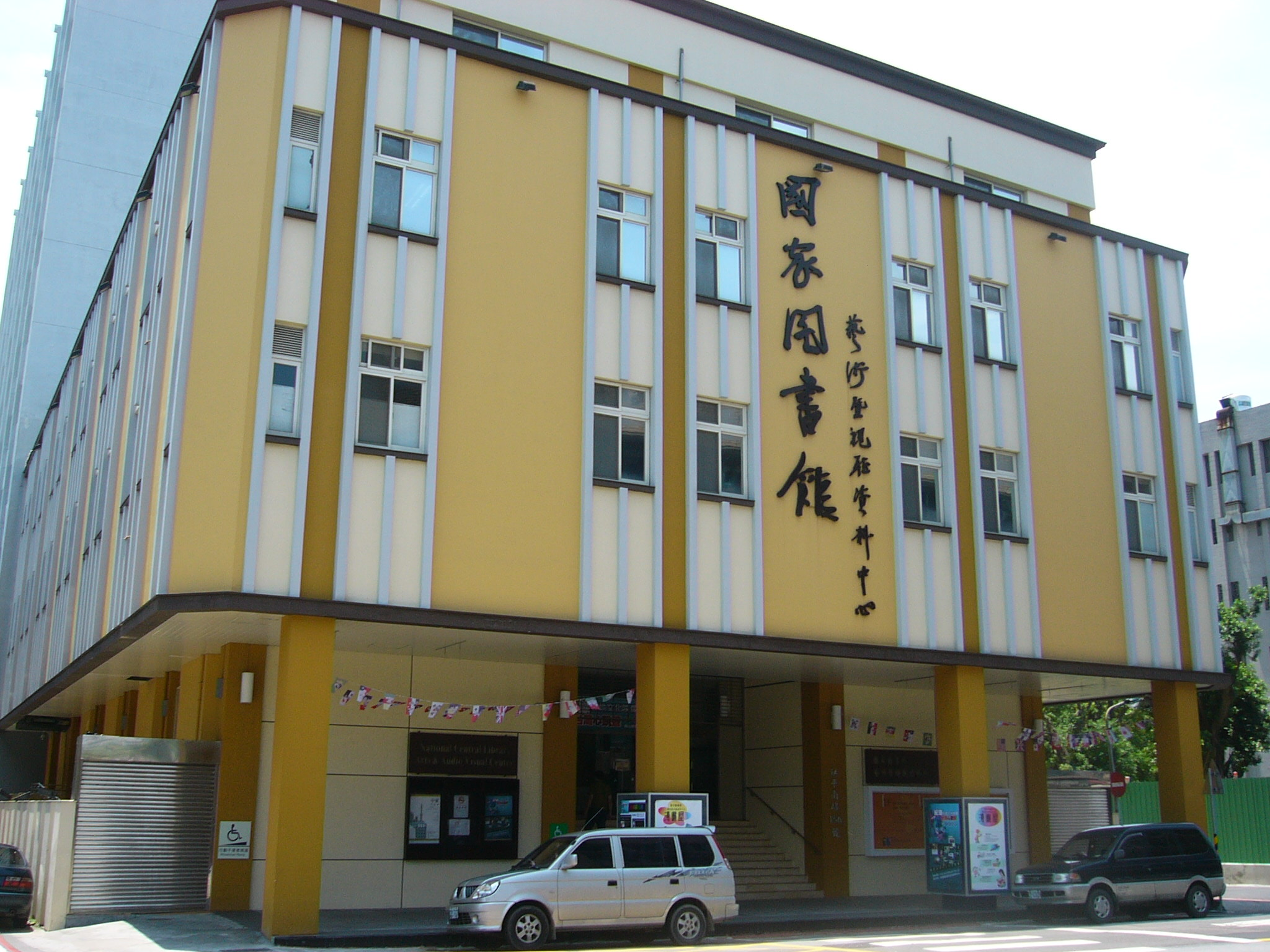
Центр искусств и аудиовизуального искусства Национальной центральной библиотеки
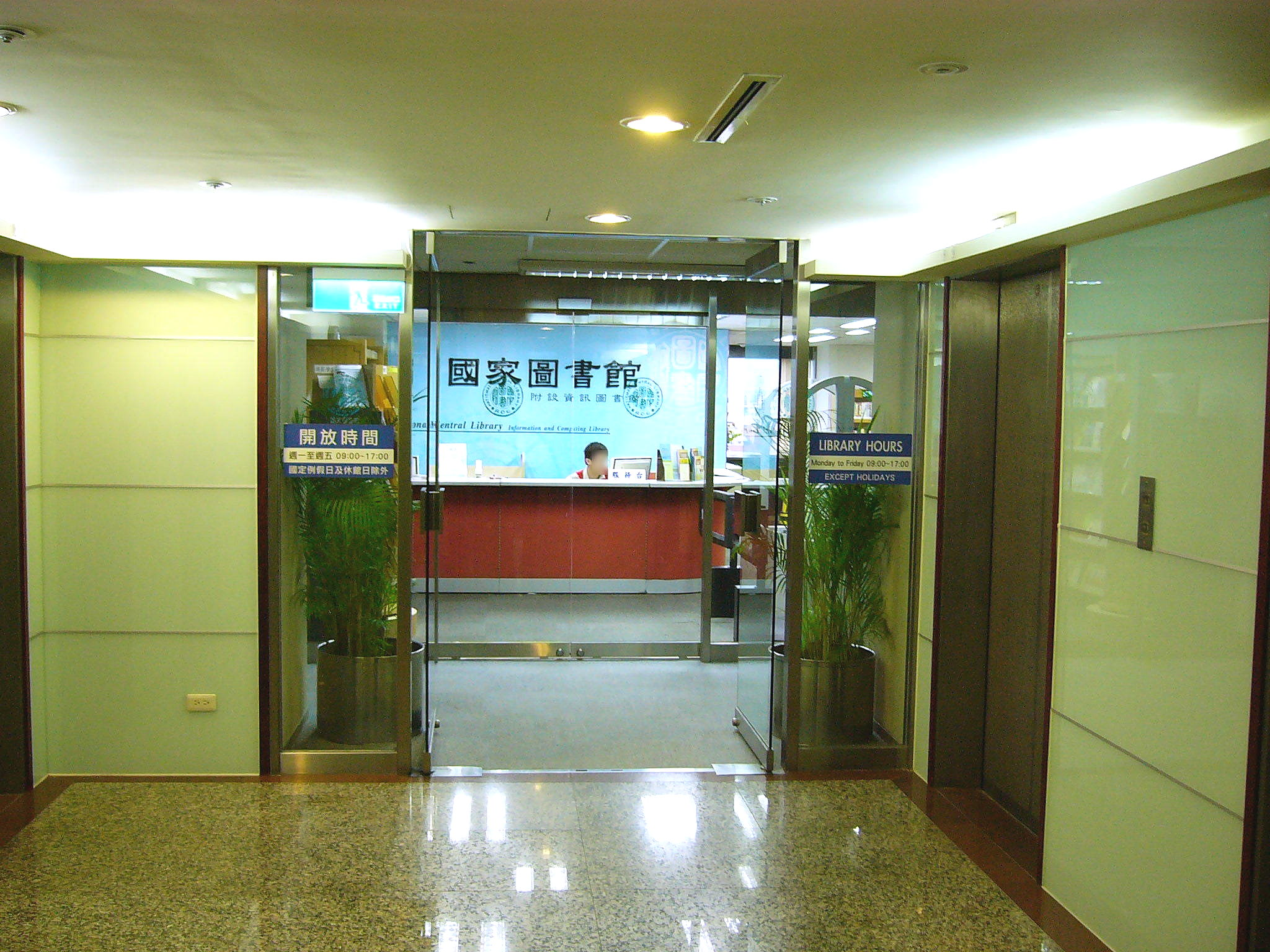
Информационно-вычислительная библиотека Национальной центральной библиотеки